# 恒约翰
恒约翰（John Hind，1879年2月17日—1958年7月7日）博士是一位英国圣公会传教士。

## 生平
1879年2月17日，恒约翰出生于爱尔兰贝尔法斯特，他的祖父是一位考古学家和植物学家。1901年，恒约翰毕业于都柏林三一大學，1902年6月24日圣约翰日接受按立，同年10月6日被都柏林大学福建差会派往中国福建省，被分配到霞浦传教。
1903年，恒约翰被霍约瑟主教升为会吏长。1904年12月15日，它与Alice Carpenter结婚。
恒约翰一直在霞浦服务，1911年调往福州，任教于圣公会男子学校。次年福州三一书院（Trinity College）成立，他被任命为校长。1918年，他当选为福建教区主教。
1940年，恒约翰退休，1958年7月7日去世。

## 著作
- Fukien Memories (1951)